# Мартін Пфістер
Мартін Пфістер (нім. Martin Pfister; нар. 31 липня 1963, Цуг, Швейцарія) — швейцарський та європейський політик. Член Федеральної ради Швейцарії та голова Федерального департаменту оборони, захисту населення і спорту Швейцарії з 1 квітня 2025 року.

## Кар'єра
Мартін Пфістер народився 31 липня 1963 року в Цузі, столиці однойменного кантону. Після закінчення школи навчався в Університеті Фрібура, де здобув спеціальність історика. Вивчав германістику, дисертацію писав про швейцарську (з кантону Цуг) політику Філіппа Еттера. Однак він кинув займатися історією та перейшов у політику. Попри рекомендацію свого професора, Пфістер вирішив не робити академічної кар'єри. У 2006 році його обрали до кантональної ради Цугу. У 2019—2020 роках він очолив сам кантон Цуг, а у 2021—2022 роках очолював уряд кантону.
У січні 2025 року недавній президент Швейцарії Віола Амгерд заявила про звільнення з Федеральної ради в березні. Партія Центр почала шукати заміну до Федеральної ради країни. Висунуто два кандидати: президент фермерського союзу Швейцарії Мартін Руфер і Пфістер. Фаворитом виборів був Руфер, але 12 березня перемогу здобув Мартін Пфістер . Він же очолить департамент, яке очолювала Амгерд. 1 квітня Мартін Пфістер розпочав виконання своїх нових обов'язків.

## Особисте життя
Пфістер одружений з Касільдою Джакометті Пфістер.  Вони мають двох своїх дітей, а також вони виховують двох дітей дружини від першого шлюбу.